# Пенн Тауншип (округ Перрі, Пенсільванія)
Пенн Тауншип (англ. Penn Township) — селище (англ. township) в США, в окрузі Перрі штату Пенсільванія. Населення — 3098 осіб (2020).

## Демографія
Згідно з переписом 2010 року, у селищі мешкало 3225 осіб у 1260 домогосподарствах у складі 870 родин. Було 1347 помешкань
Расовий склад населення:
| - 97,2 % — білих - 1,0 % — чорних або афроамериканців - 0,2 % — азіатів - 0,1 % — корінних американців |

До двох чи більше рас належало 1,2 %. Частка іспаномовних становила 1,6 % від усіх жителів.
За віковим діапазоном населення розподілялося таким чином: 19,3 % — особи молодші 18 років, 63,7 % — особи у віці 18—64 років, 17,0 % — особи у віці 65 років та старші. Медіана віку мешканця становила 43,4 року. На 100 осіб жіночої статі у селищі припадало 94,7 чоловіків;  на 100 жінок у віці від 18 років та старших — 91,7 чоловіків також старших 18 років.
Середній дохід на одне домашнє господарство  становив 66 071 долар США (медіана — 58 088), а середній дохід на одну сім'ю — 70 306 доларів (медіана — 61 115). Медіана доходів становила 41 523 долари для чоловіків та 36 789 доларів для жінок. За межею бідності перебувало 4,2 % осіб, у тому числі 8,2 % дітей у віці до 18 років та 7,6 % осіб у віці 65 років та старших.
Цивільне працевлаштоване населення становило 1622 особи. Основні галузі зайнятості: роздрібна торгівля — 20,6 %, освіта, охорона здоров'я та соціальна допомога — 18,1 %, публічна адміністрація — 9,1 %, науковці, спеціалісти, менеджери — 8,9 %.